# آگوجا سنت اگزوپری
آگوجا سنت اگزوپری (به اسپانیایی: Aguja Saint Exupery) یک کوه در آرژانتین است که در بخش لاگو آرژانتینو واقع شده‌است. آگوجا سنت اگزوپری ۲٬۵۵۸ متر بالاتر از سطح دریا واقع شده‌است.